# Chongqing Jiangbei International Airport
Chongqing Jiangbei International Airport (kinesiska: 重庆江北国际机场) är en flygplats i Kina. Den ligger i storstadsområdet Chongqing, i den sydvästra delen av landet, omkring 19 kilometer norr om det centrala stadsdistriktet Yuzhong.
Runt Chongqing Jiangbei International Airport är det mycket tätbefolkat, med 1 221 invånare per kvadratkilometer. Närmaste större samhälle är Chongqing, 19,4 km söder om Chongqing Jiangbei International Airport. Omgivningarna runt Chongqing Jiangbei International Airport är en mosaik av jordbruksmark och naturlig växtlighet.
Genomsnittlig årsnederbörd är 1 438 millimeter. Den regnigaste månaden är september, med i genomsnitt 287 mm nederbörd, och den torraste är december, med 17 mm nederbörd.